# Roger Edens
Roger Edens, född 9 november 1905 i Hillsboro, Texas, död 13 juli 1970 i Los Angeles, Kalifornien, var en amerikansk kompositör, filmproducent, manusförfattare och skådespelare.
Roger Edens var en av de ledande krafterna på filmbolaget MGM och medverkade på olika sätt i många av filmbolagets mest klassiska filmer. Han har vunnit tre oscars för sina melodier i filmerna Annie Get Your Gun, New York dansar och En dans med dej.

## Filmografi i urval
- Hello, Dolly, 1969
- Kär i Paris, 1957
- Kär i tre, 1957
- Brigadoon, 1954
- En stjärna föds, 1954
- Den stora premiären, 1953
- Singin' in the Rain, 1952
- An American in Paris, 1951
- Annie Get Your Gun, 1950
- New York dansar, 1949
- Piraten, 1948
- Efter regn kommer solsken, 1946
- Ziegfeld Follies, 1946
- Harvey Girls, 1946
- Turister i paradiset, 1945
- Vi mötas i St. Louis, 1944
- Vi i vilda västern, 1943
- Soldatflamman, 1943
- Mitt majestät kung Ludde, 1943
- Vi jazzkungar, 1940